# 三遊亭圓左 (2代目)
2代目 三遊亭 圓左（さんゆうてい えんさ、1881年10月4日 - 1928年4月5日）は、落語家。本名は小泉 巳之助。

## 経歴
初代三遊亭圓左の一人息子。明治30年代初め4代目橘家圓喬の門下に入って志ん喬となり、1901年ころに父の門下になり三遊亭小圓左に改名する。
1907年ころに三遊亭たぬき（ちなみに「たぬき」とは父圓左のあだ名であった。）、1908年ころに上方落語界に赴き再び小圓左の名で桂派に加わった。1909年 - 1910年ころに2代目柳亭燕枝の門下で柳亭？たぬきとなる。父の死後、東京に戻って1911年4月に2代目三遊亭圓左を襲名した。
1916年7月に再び三遊亭たぬきを名乗るが2年ほどで圓左に戻った。
寄席や料理屋を経営したりとあれこれに興味を持ってさまざまなことに手を出していた。また大きなことばかり言うので「とばしや」と渾名（あだな）された。噺の筋は父譲りでよかったと伝えられているが、落語家としては父ほどの名は残さなかった。